# Saint-Martin-le-Nœud
Saint-Martin-le-Nœud is een gemeente in het Franse departement Oise (regio Hauts-de-France). De plaats maakt deel uit van het arrondissement Beauvais. Saint-Martin-le-Nœud telde op telde op 1 januari 2022 1.080 inwoners.

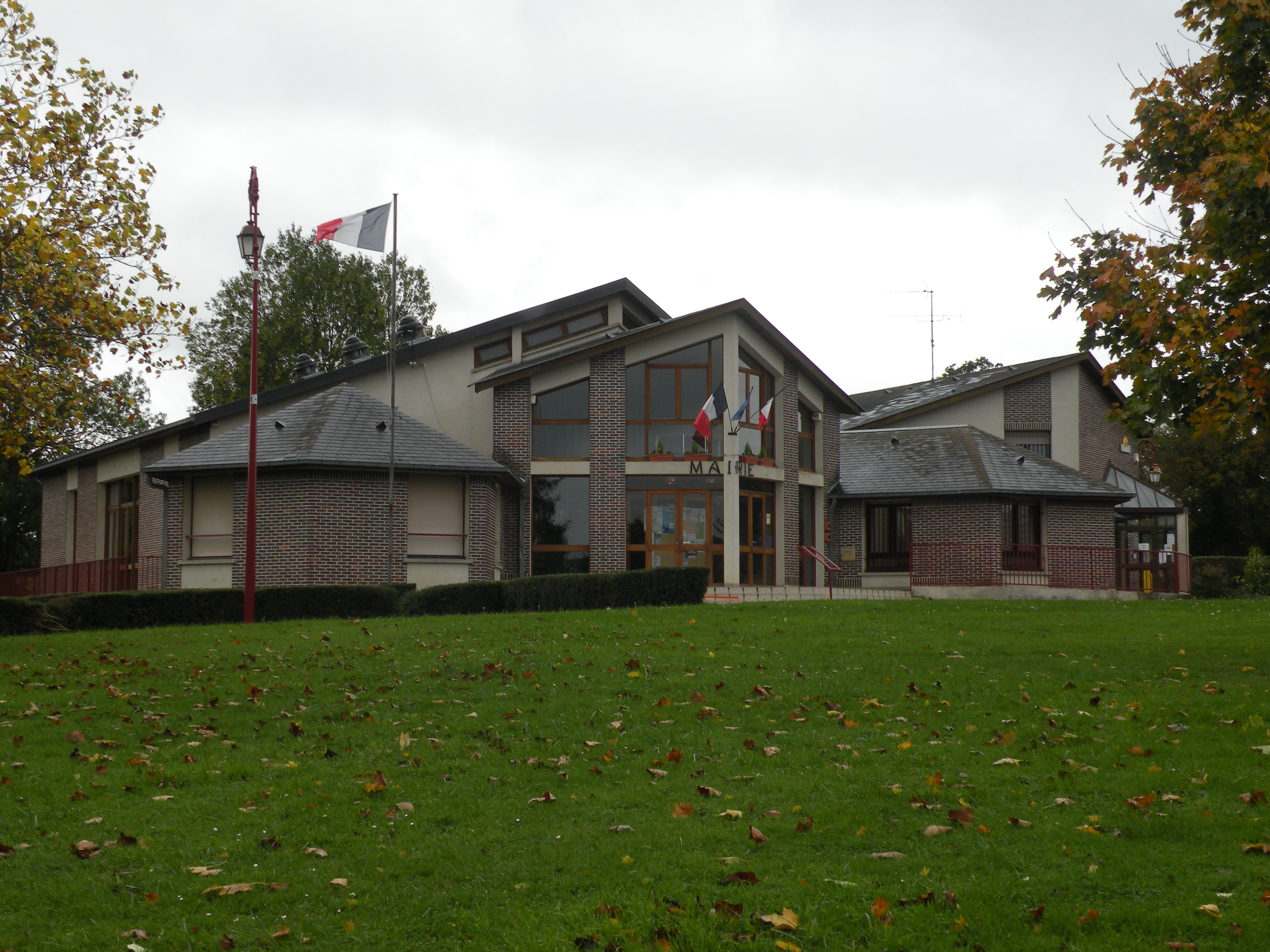
Gemeentehuis
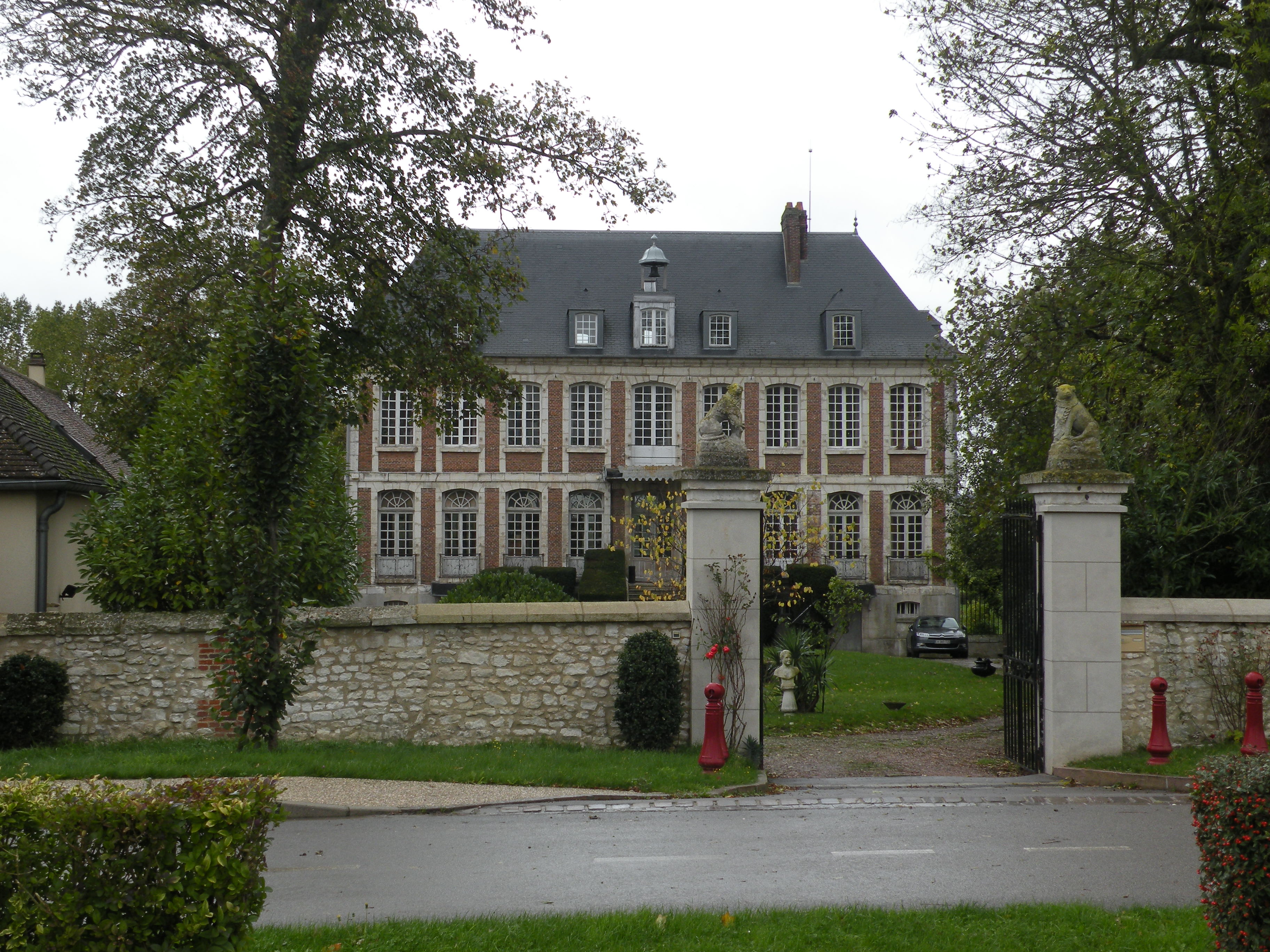
Kasteel van Saint-Martin-le-Nœud

## Geografie
De oppervlakte van Saint-Martin-le-Nœud bedroeg op 1 januari 2022 5,46 vierkante kilometer; de bevolkingsdichtheid was toen 197,8 inwoners per km².

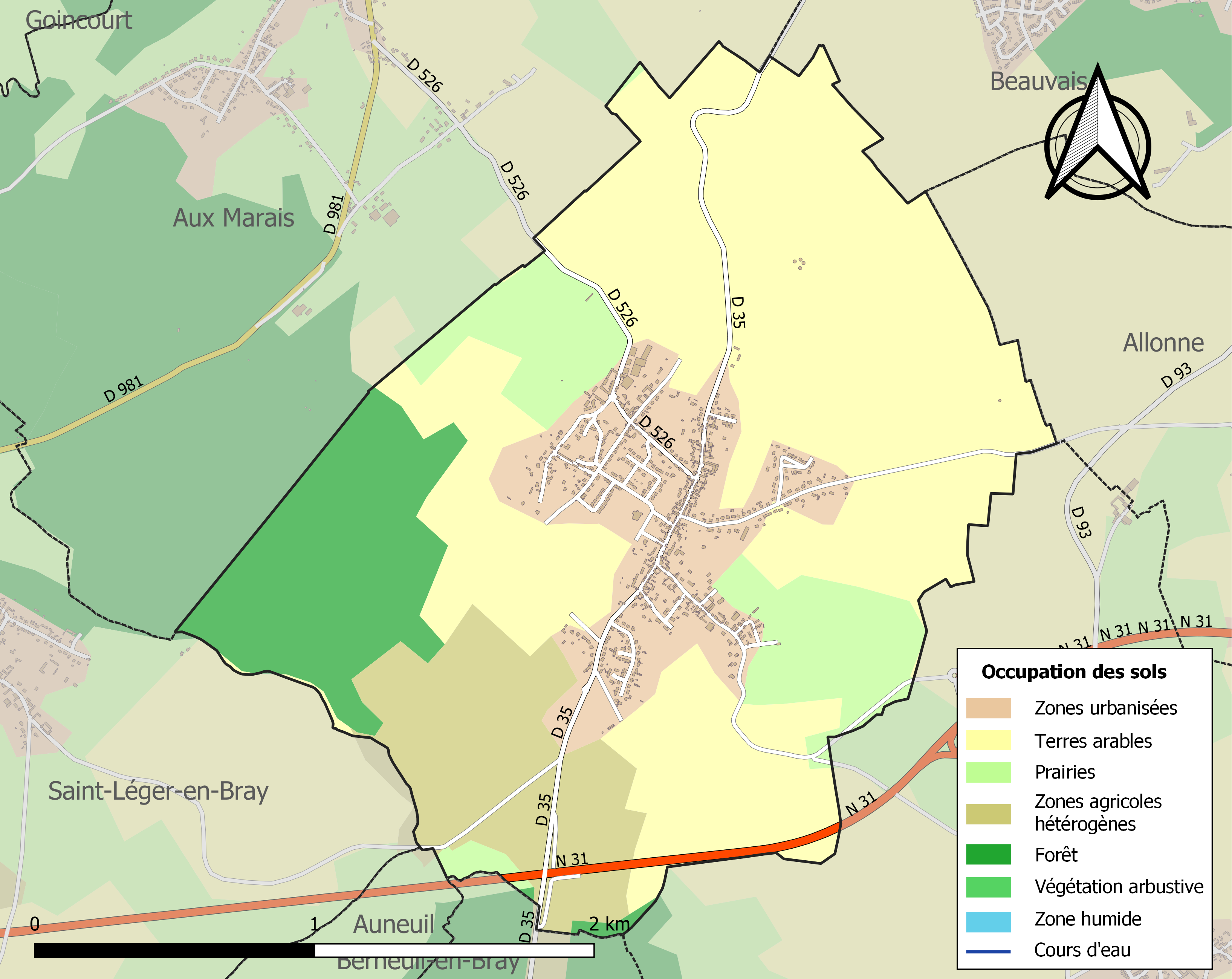
Kaart van de gemeente met belangrijkste infrastructuur, bodemgebruik en omliggende gemeenten

## Demografie
Onderstaande figuur toont het verloop van het inwonertal (bron: INSEE-tellingen).